# 데드 링거 (1964년 영화)
데드 링거(Dead Ringer)는 미국에서 제작된 폴 헌레이드 감독의 1964년 영화이다. 베티 데이비스 등이 주연으로 출연하였고 윌리엄 H. 라이트 등이 제작에 참여하였다.

## 출연

### 주연
- 베티 데이비스
- 칼 말든
- 피터 로포드

### 조연
- 필립 캐리
- 진 헤이근
- 조지 매크리디
- 에스텔 윈우드
- 조지 챈들러
- 시릴 드르반티
- 모니카 헨레이드
- 버트 렘슨
- 찰스 와츠
- 켄 린치
- 마리오 알칼데

## 제작진
- 원작자: 라이언 제임스
- 의상: 돈 플레드